# オリー伯爵

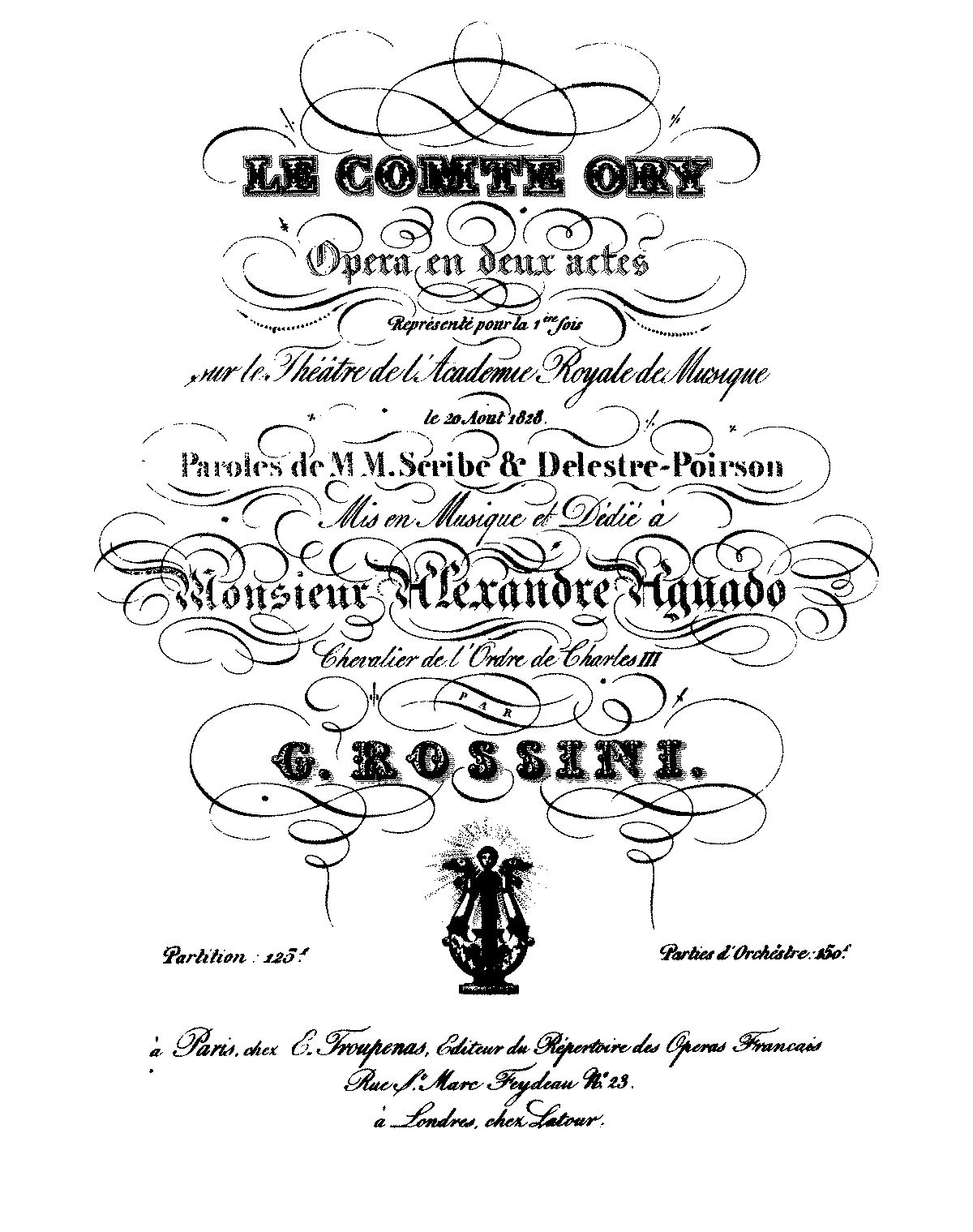
1828年の楽譜の表紙

『オリー伯爵』（オリーはくしゃく、フランス語: Le Comte Ory）は、ジョアキーノ・ロッシーニ によるフランス語による2幕からなるオペラで『オリ伯爵』や『オリィ伯爵』とも表記される。1828年8月20日にパリ・オペラ座で初演された。リブレットはウジェーヌ・スクリーブとシャルル＝ガスパル・ドレストル＝ポワルソン（Charles-Gaspard Delestre-Poirson）によって作成された。

## 作曲の経緯

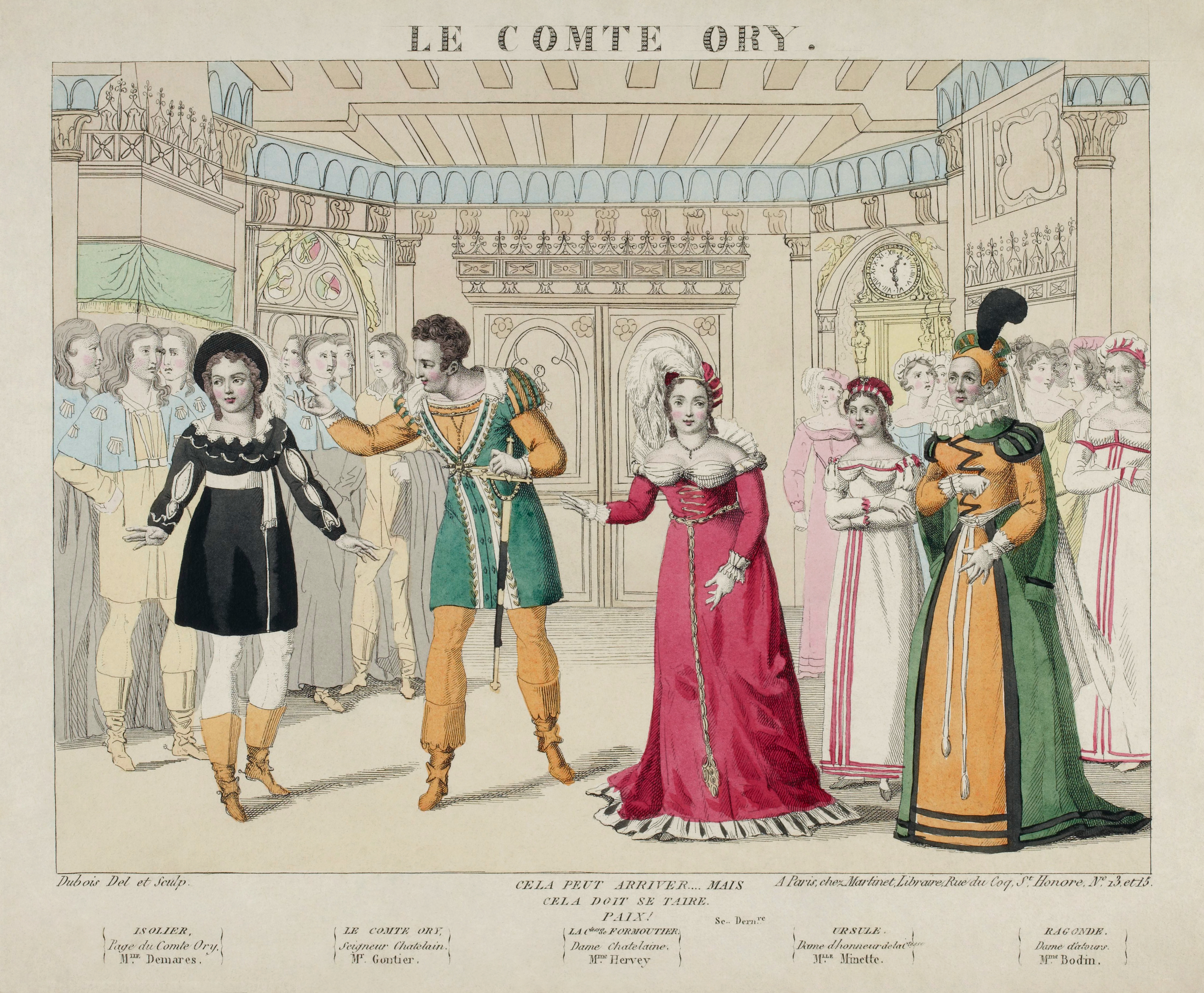
1910年上演時のラストシーン

『セミラーミデ』を最後に、イタリアからフランスへ移住したロッシーニは、イタリア座の指揮に加えてオペラの新作を書くという旨の契約をフランス政府と結んだ。程なく1824年9月にルイ18世が死去し、ロッシーニは新国王シャルル10世の即位を祝う作品を書くように命じられた。それが1825年 6月19日に初演された『ランスへの旅』である。作品は成功を収めたが、『ランスへの旅』は戴冠式用の機会作品だったためにロッシーニは、それをそのままお蔵入りにしてしまう。
『ランスへの旅』の成功の後、ロッシーニは元の計画に戻り、フランスの劇場との仕事を続けた。その間に持ち上がってきたのが『オリー伯爵』で、作曲は1828年7月頃行われた。フランスの歌手たちにベル・カントの技法を習得させる必要がある一方で、作曲するロッシーニにとっても台本作者にとっても、非常に制約を課された作業となってしまい、台本作者の一人スクリーブは初日に自分の名前を載せないように依頼するほどだった。そこでロッシーニは、自分も台本作りに関与する形でこの作品を成立させ、1828年8月20日にパリ・オペラ座での上演にこぎつけた。観客の反応は好調で、好色なオリー伯爵が小姓と片思いの女性の手によって散々に打ち負かされる内容を楽しんでいたが、他方イタリアではモーツァルトの『コジ・ファン・トゥッテ』と同様にふしだらな話として指弾され、話の内容を変更して上演しなければならなかった。

## 概要

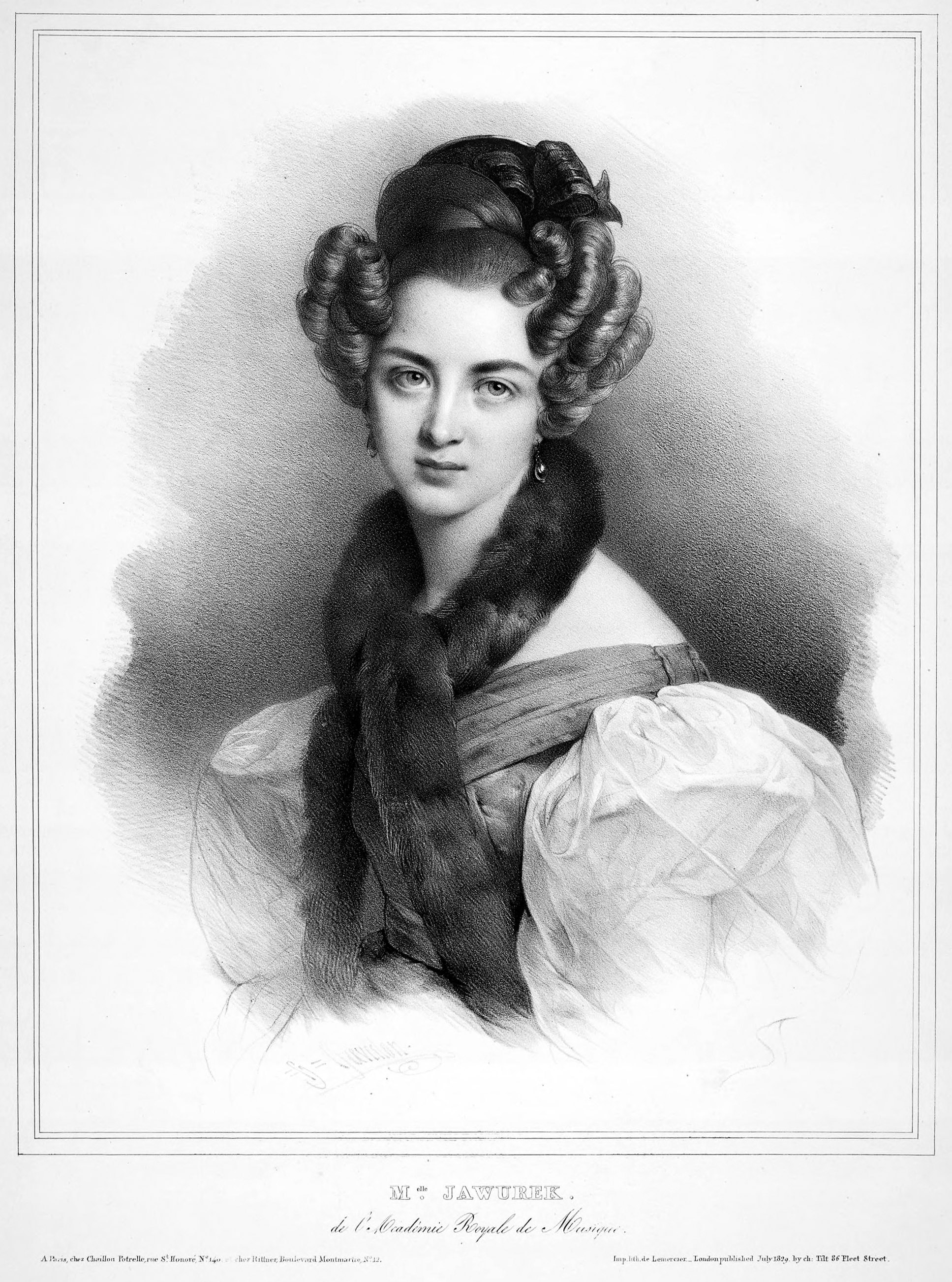
イゾリエ役を演じたコンスタンス・ジャヴュレック

本作は『ランスへの旅』の音楽の大部分と12の付加曲からできている。本作は「『ランスへの旅』の中にあったロマン主義的な感性に基づく穏やかな皮肉を取り込んで、それをさらに発展させた、風刺とウィットに富んだ作品である。またその一方で、新たに書かれた第2幕の有名な三重唱における発展ぶり、すなわち声と楽器の感性の細やかさやその洗練の度合いにはベルリオーズさえもが目を見張ることになった」。「特にメロディの純粋さがフランスの聴衆に好まれ、彼の代表作になった」と言われる。「『オリー伯爵』の成功はすぐに明らかとなり、1884年までにパリだけで400回も上演され、国外でも数多く上演された。ベルリオーズは第2幕の三重唱の中に《この作曲家の完全無傷な傑作》を見ていた」。『オペラ史』を著したD・J・グラウトは「本作はオペラ・コミックの完全な技量を発揮した作品」で「フランスのオペラ・コミックの作曲家たちに絶大な影響を与えた」と解説している。永竹由幸は本作を「洒落ていて、魅惑的な作品。イタリアのオペラ・ブッファの作曲家が、これほどフランス的に洗練され、ブッファの持つ泥臭さを全く脱して洒脱な音楽を書いたのは信じ難い。音楽的には最後が少々呆気ないのが惜しい」と評している。

### 初演後
英国初演は1829年 2月28日にイタリア語でロンドンのキングズ劇場でモントシレ、カステッリ、クリオーニ、デ・アンジェリス、ガッリらの出演、指揮はボクサで行われた。米国初演は1830年12月16日にニューオリンズのオルレアン劇場にて、サン・クレール、パラドール、ドゥシャン、プリヴァーらの出演にて行われた。
日本初演は1976年6月25日に東京郵便貯金ホールで、尾高忠明の指揮、佐藤信の演出、管弦楽は東京フィルハーモニー交響楽団、合唱は東京カンマーコーアで東京オペラ・プロデュースによって上演されている。

## リブレット

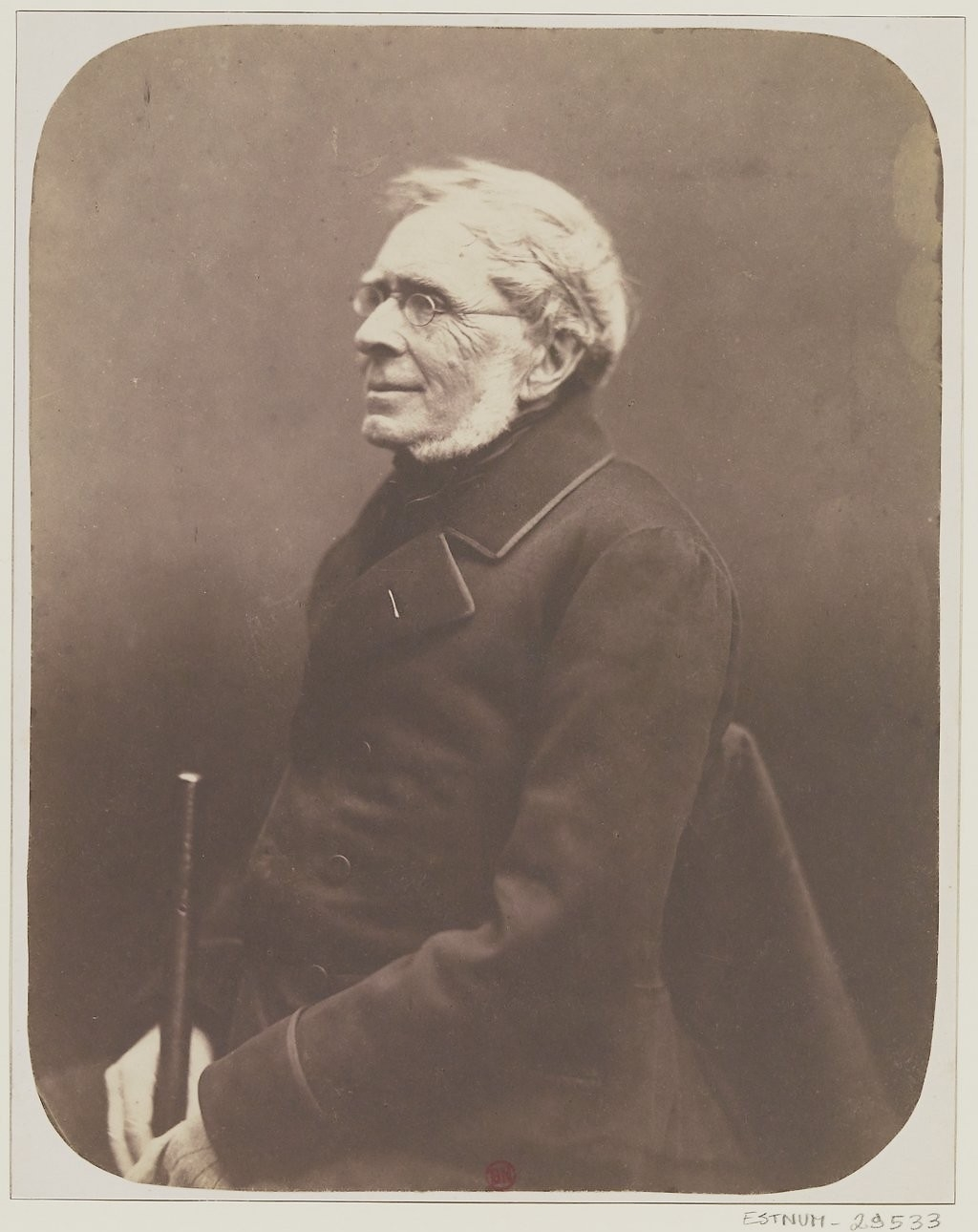
ナダルによるポワルソン

原作はピエール＝アントワーヌ・ド・ラ・ブラース（Pierre-Antoine de La Place）の編集による伝説集で、典型的な好色貴族でトゥレーヌに住んでいたとされるオリー伯爵の話である。「ピカルディ地方に伝わる中世のバラード（1785年）を基にウジェーヌ・スクリーブとドレストル＝ポワルソンは1816年に好色なオリー伯爵の女遍歴を基にした一幕物のヴォードヴィル（一幕の歌芝居）を書いた」。オリーは実在の人物で、そのドン・ファンぶりは18世紀後期に人気のあったバラッドの題材となった。しかし、この伝説はそのままリブレットとして使うのには短すぎたため、原作の内容を第2幕に充て、オリー伯爵がまんまと恋に成功しかける第1幕を継ぎ足すことにした。

## 『ランスへの旅』からの転用
本作においては『ランスへの旅』から転用された音楽が異なった状況で巧妙に再利用されている。その例は以下の通りである。
- 第1幕
  - 導入部「娘さん早くおいでなさい」《Jouvencelles, venez vite》…『ランスへの旅』導入部「早く早く、さあ、しっかり」《Presto, presto... su, coraggio》
  - オリー伯爵のアリア「願わくば幸いなる運が皆さん方の祈りに応じ給わん事を」《Que les destins prospères》…コルテーゼ夫人のアリア「輝かしい今日の美しい光とともに」《Di vaghi raggi adorno》
  - 農婦たちを伴った教育係のアリア「私たちの庇護者で」《Vous, notre appui》…シドニー卿のアリア「むなしくも心から矢を引き抜こうとするが」《Invan strappar dal core》
  - アデル伯爵夫人のアリア「悲しみの餌食となり」《En proie à la tristesse》…フォルヌヴィル伯爵夫人のアリア「私は出発したいのです」《Partir, oh ciel, desìo》
  - 1幕フィナーレ「まさかのこと!」《Ciel! Oh terreur》…14声のコンチェルタート「ああ、かくも思いがけぬなりゆきに」 《Ah, a tal colpo inaspettato》
- 第2幕
  - オリー伯爵とアデル伯爵夫人の二重唱「ああ！なんと言うあなた様の高徳への、貴婦人様」《Ah, quel respect, madame》…コリンナと騎士ベルフィオールの二重唱「かのお方の神々しいお姿には」《Nel suo divin sembiante》
  - ランボーのアリア「この人里離れた」《Dans ce lieu solitaire》…ドン・プロフォンドのアリア「他に類のないメダル」《Medaglie incomparibili》

第1幕フィナーレは『ランスへの旅』から14人の無伴奏合唱によるコンチェルタートを使い盛り上がりを演出しており、第2幕のランボーのアリア「この人里離れた」の音楽は『ランスへの旅』の滑稽な早口での歌唱を征服物語に変えているなど、転用による同一音楽のイメージを変える工夫も凝らされている。

## 登場人物
| 人物名                                     | 声域         | 原語              | 役柄                     | 1828年8月20日初演時のキャスト （指揮者： フランソワ・アブネック） |
| ------------------------------------------ | ------------ | ----------------- | ------------------------ | ----------------------------------------------------------------- |
| オリー伯爵                                 | テノール     | Comte d'Ory       | 領主、隠者を装う         | アドルフ・ヌーリ                                                  |
| 教育係                                     | バス         | Gouverneur        | オリー伯爵の後見人       | ニコラ・プロスペル・ルヴァッスール                                |
| イゾリエ                                   | メゾソプラノ | Isolier           | オリー伯爵の小姓         | コンスタンス・ジャヴュレック                                      |
| ランボー                                   | バリトン     | Raimbaud          | 騎士、オリー伯爵の仲間   | アンリ・ベルナール・ダバディ                                      |
| アデル                                     | ソプラノ     | La Comtesse Adèle | フォルムティエの伯爵夫人 | ロール・サンティ＝ダモロー                                        |
| ラゴンド夫人                               | メゾソプラノ | Ragonde           | フォルムティエ城の侍女頭 | アウグスタ・モーリ                                                |
| アリス                                     | ソプラノ     | Alice             | 若い農婦                 | －                                                                |
| 第一の騎士                                 | テノール     | 1er chevalier     | －                       | アレクシス・デュポン                                              |
| 第二の騎士                                 | テノール     | 2e chevalier      | －                       | ウジェーヌ・マソル                                                |
| 第三の騎士                                 | バリトン     | 3e chevalier      | －                       | フェルディナン・プレヴォ                                          |
| 第四の騎士                                 | バリトン     | 4e chevalier      | －                       | アンリ・ベルナール・ダバディ（年下の方）                          |
| 合唱：農民たち、騎士たち、小姓、貴婦人たち |              |                   |                          |                                                                   |

## 楽器編成
- 木管楽器:ピッコロ1、 フルート2、オーボエ2、クラリネット2、ファゴット2
- 金管楽器:ホルン4、トランペット2、 トロンボーン3
- 打楽器:ティンパニ、大太鼓、トライアングル、シンバル
- 弦五部 、ハープ1

## 演奏時間
前奏曲3分、第1幕1時間10分、第2幕1時間10分

## あらすじ

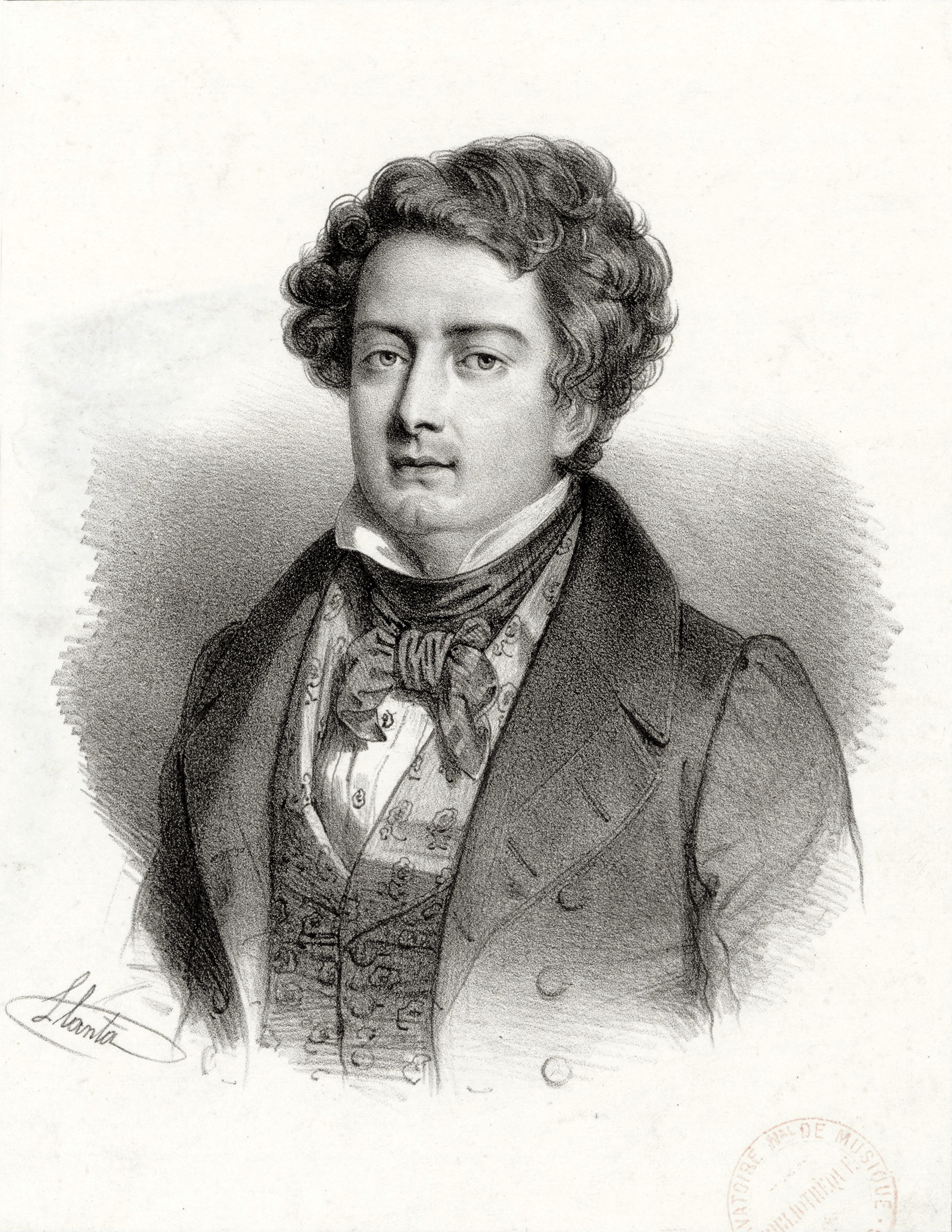
初演で主役を務めたヌーリ

舞台は1200年ごろのフランスの片田舎にあるフォルムティエの城。フォルムティエ伯爵は部下を引き連れて聖地エルサレムへ十字軍として出征、彼の妹で貞淑で慈悲深いアデル伯爵夫人は、話し相手のラゴンド夫人、侍女たちと共に彼らの帰りを待っている。聖地エルサレムに出かけなかった貴族の一人が若き伯爵オリーである。彼は教育係の目を盗み、アデル伯爵夫人に言い寄ろうと、隠者に変装して城門の外に住んでいる。そしてその住処で人々の心の悩みを聞いて助言を与え、そのお礼として果物やワインを受け取っている。

### 第1幕
オリー伯爵の腹心で、放蕩仲間である騎士ランボーは、隠者の関心を引こうと躍起になって群がってくる村娘たちや農夫たちをさばくのに苦労している。しかつめらしい侍女頭のラゴンド夫人がやってくる。ラゴンドは、十字軍に遠征に参加した兄弟の帰りを今か今かと待ちわびている。ラゴンドは人々の群れが楽しげなのに、自分の女主人アデルが沈んでいるのを見かねて、あの隠者にアデル伯爵夫人の相談にも乗ってもらえたらと考える。
ねぐらから出てきた隠者（オリー伯爵）は、人々を祝福し、全ての人の望みを叶えよう、娘たちには結婚相手を見つけてあげようとかなり怪しげな説教をする。のだが、ラゴンド夫人は隠者（オリー伯爵）に願い事をする人の列に加わる。隠者はラゴンド夫人の懺悔を聴聞し、アデルをはじめ城の夫人たちが、男たちが十字軍遠征に出かけて留守の間、貞節を護ると誓いを立てたということを聞き出す。隠者は彼女の女主人に会うことを承知するが、自分の住まいで娘たちをもてなす事のほうに興味がありそうである。

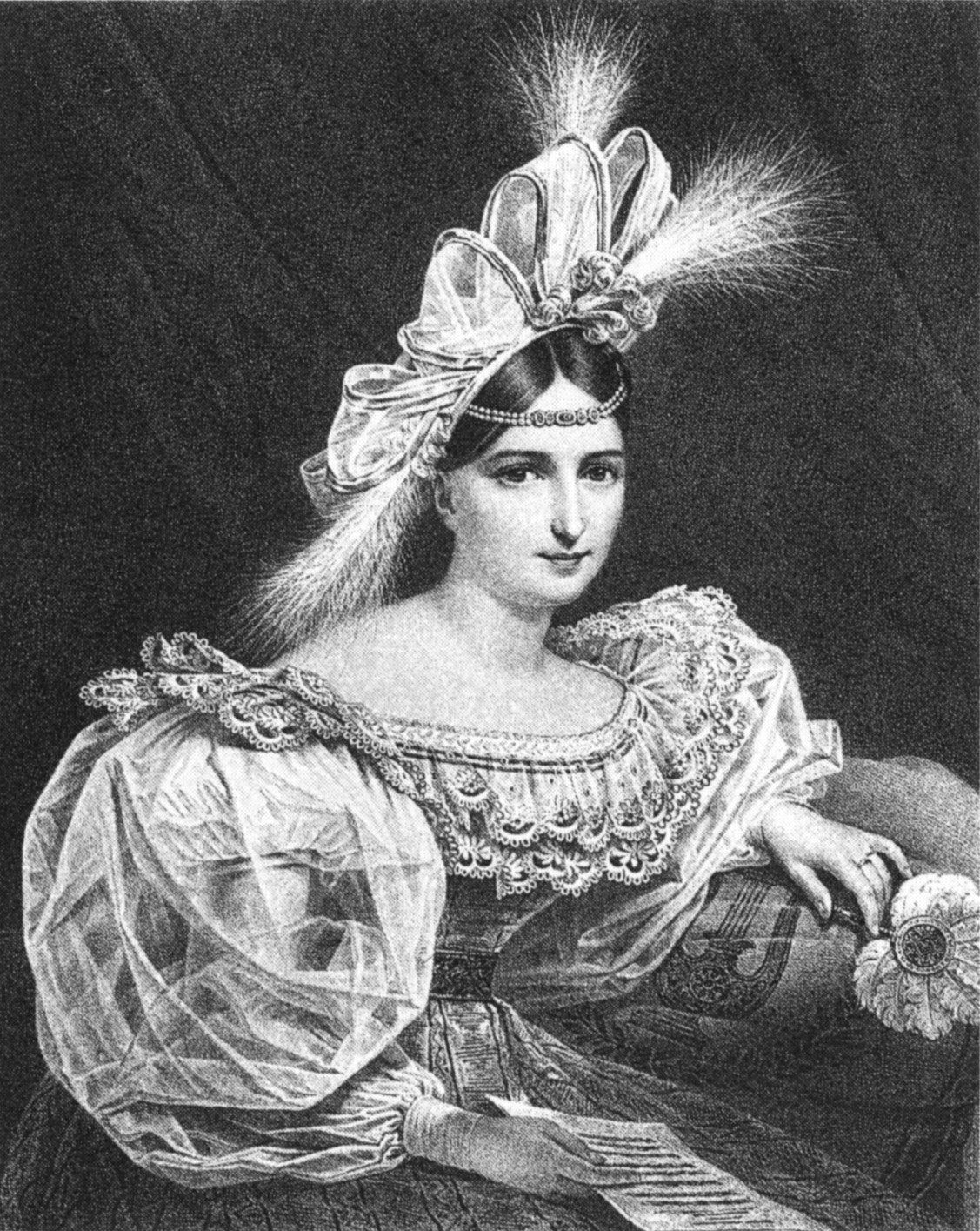

オリー伯爵の若い小姓イゾリエは、アデル伯爵夫人に恋焦がれている。イゾリエは、オリー伯爵の教育係と一緒に登場する。教育係は隠者を不審に思って怪訝そうであるが、イゾリエはここ一週間ほど姿を消している自分の主人の居所を探ろうと説得する（アリア「絶えず気配り」）。村人たちと話をし、仕入れた情報から隠者の素性をオリー伯爵であると見破った教育係は、応援を頼みに行く。他方、隠者が自分の主人が変装していることに気づかず、イゾリエは隠者にすっかり心酔し、自分は伯爵夫人に恋をしており、巡礼の尼僧に変装して城に忍び込むつもりだと打ち明けてしまう（二重唱「さる高貴な生まれの貴婦人が」）。隠者はイゾリエに手を貸すと約束するが、その計画を自分のために利用しようと密かに心に決める。
アデル伯爵夫人がやって来て、沈みがちな気持ちを訴えると（アリア「悲しみの餌食となり」）、隠者は恋こそが貴方の心の癒しだと処方する。この助言にはっとした彼女は、すぐにその気になり、イゾリエに自分の気持ちを打ち明けようと考える。隠者は、あの小姓イゾリエは女たらしのオリー伯爵に仕えているので危険だと忠告する。隠者（オリー伯爵）が伯爵夫人にうまく接近出来かけたとき、教育係が入ってきて隠者の化けの皮をはぐ。アデル伯爵夫人もイゾリエも、彼の正体を知って恐れ戦くと共に自分を恥じる。2日後に十字軍が帰還すると聞いて、オリー伯爵はその到着の前に、もう一度城に侵入しようと計画を立てる（フィナーレ「まさかのこと…ああ、恐ろしいこと、悲痛の極みよ。」）。

### 第2幕

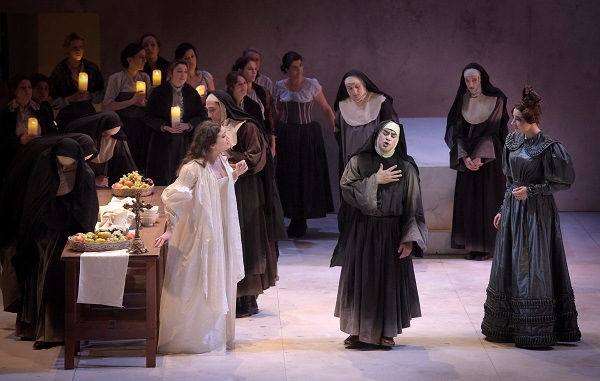
2017年のオペラ・コミック座での上演時の情景

伯爵夫人と侍女たちが、変装したオリー伯爵の噂をし、縫い物で気持ちを静めようとしている。突然嵐になり、城の外から女巡礼の一団（実は尼僧に扮したオリー伯爵とその部下たち）の悲鳴が聞こえてくる（嵐の場面「気高い女城主様、私どもの難儀をご覧ください」）。女巡礼たちは、オリー伯爵に追われているので匿ってほしいと訴える。伯爵夫人は女巡礼たちを中にいれる。女巡礼の一人が、伯爵夫人に直接礼を述べたいと言う。その正体は、変装したオリー伯爵で、アデルと二人きりになったとたん、自分の気持ちを抑えられなくなる（二重唱「ああなんという貴方様の高徳への」）。アデル伯爵夫人はミルクと果物をこの「巡礼」の客人にふるまうよう命じて部屋を出て行く。
城の酒蔵に入ったランボーは、ワインを何本も持ち出してつましい食事を盛り上げる（アリア「この人里はなれた」）。誰かが近づくと、酒盛りの騒ぎはすぐに敬虔な聖歌に変わる。
イゾリエが登場し、十字軍が真夜中に帰ってくると知らせを持ってくる。ラゴンド夫人から、伯爵夫人が城にお泊めしている「徳の高い方々」にもそれを知らせようと言われたイゾリエは、主人オリー伯爵のやり方をすでに心得ており、女巡礼たちが偽者だと見抜く。アデル伯爵夫人に気に入られたい一心で、イゾリエはオリー伯爵に罠を仕掛ける。オリー伯爵がアデル伯爵夫人のもとに不意に忍び込もうとしたとき、イゾリエはアデル伯爵夫人の寝室の明かりを消して、自分が彼女のベールをかぶり、自分は長椅子の上にいるから貴方は後ろに隠れてくださいとアデル伯爵夫人に言う。暗闇と伯爵夫人の声に惑わされて、オリー伯爵はイゾリエに近寄る（三重唱「この暗い夜に乗じて」）。そこへラッパの音が鳴り響き、十字軍の帰還が伝えられる。イゾリエは正体を現わし、アデル伯爵夫人の手を借りながら、打ちのめされたオリー伯爵をこっそり外へと逃がす。
そして十字軍の騎士たちが人々に迎えられ、賛美の歌が歌われる（終曲「栄光あれ、勝利した子らに。」）。

## 舞台衣装
1828年のオペラ座での上演時の舞台衣装

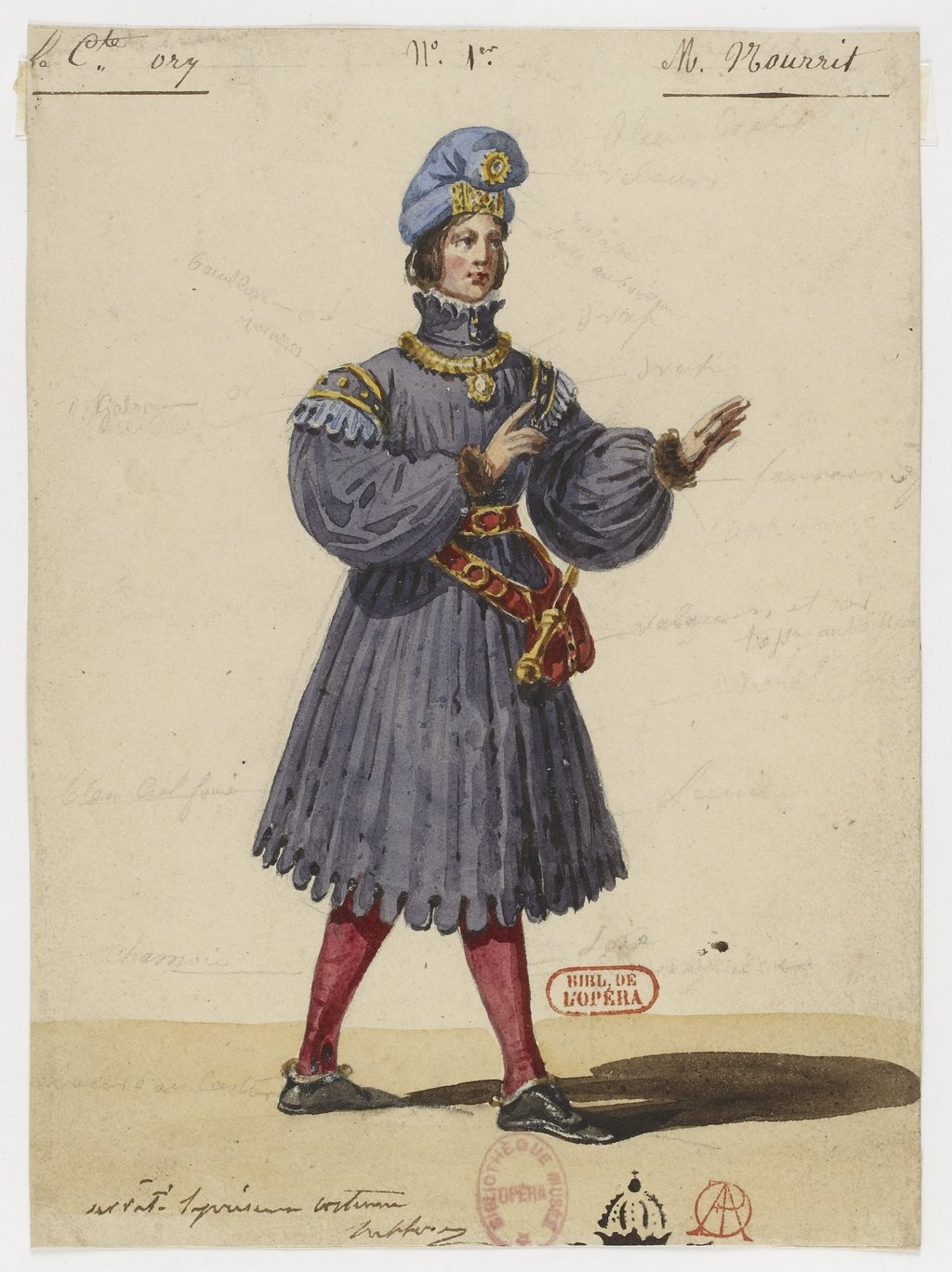
オリー伯爵（ヌーリ）
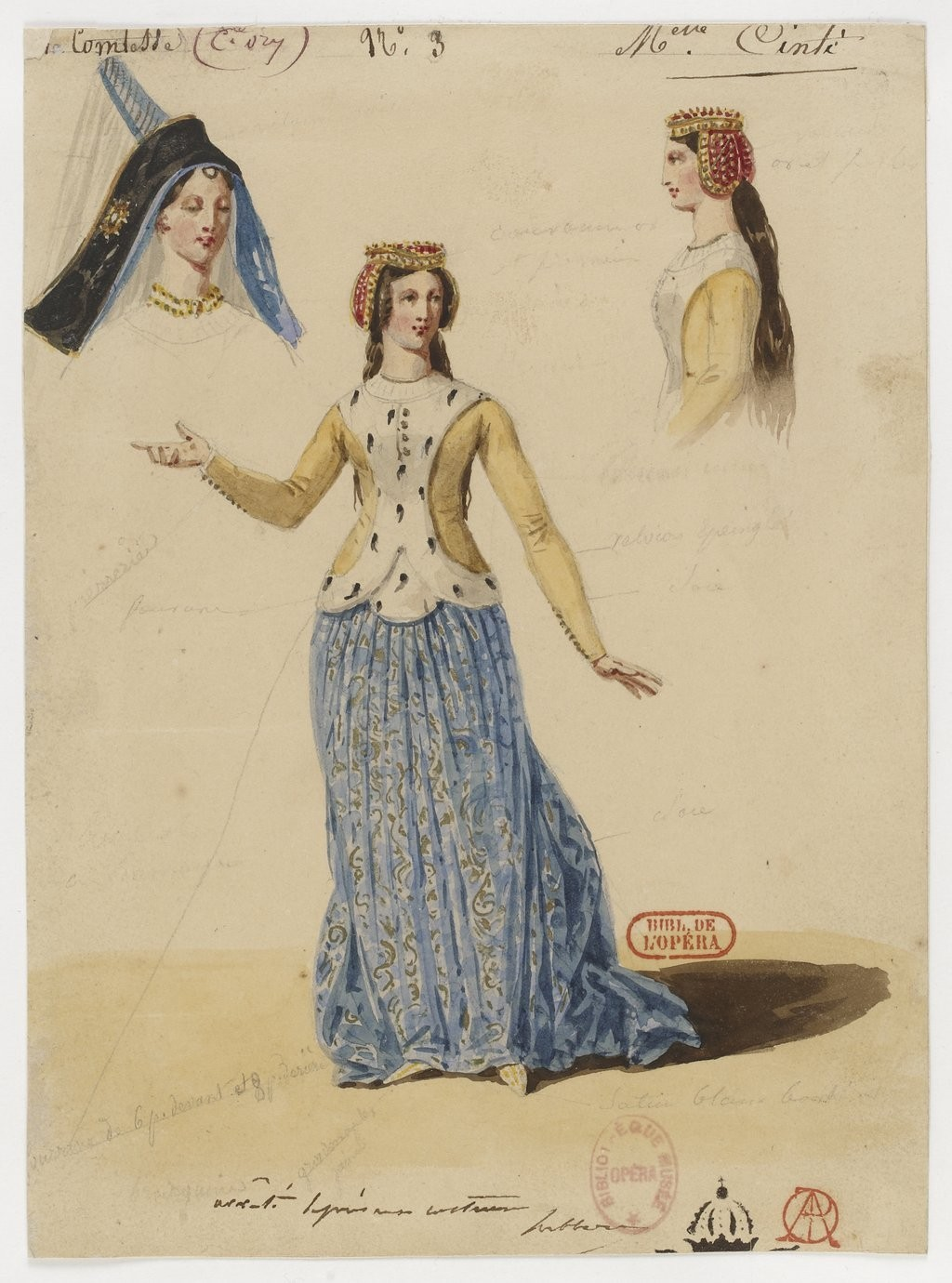
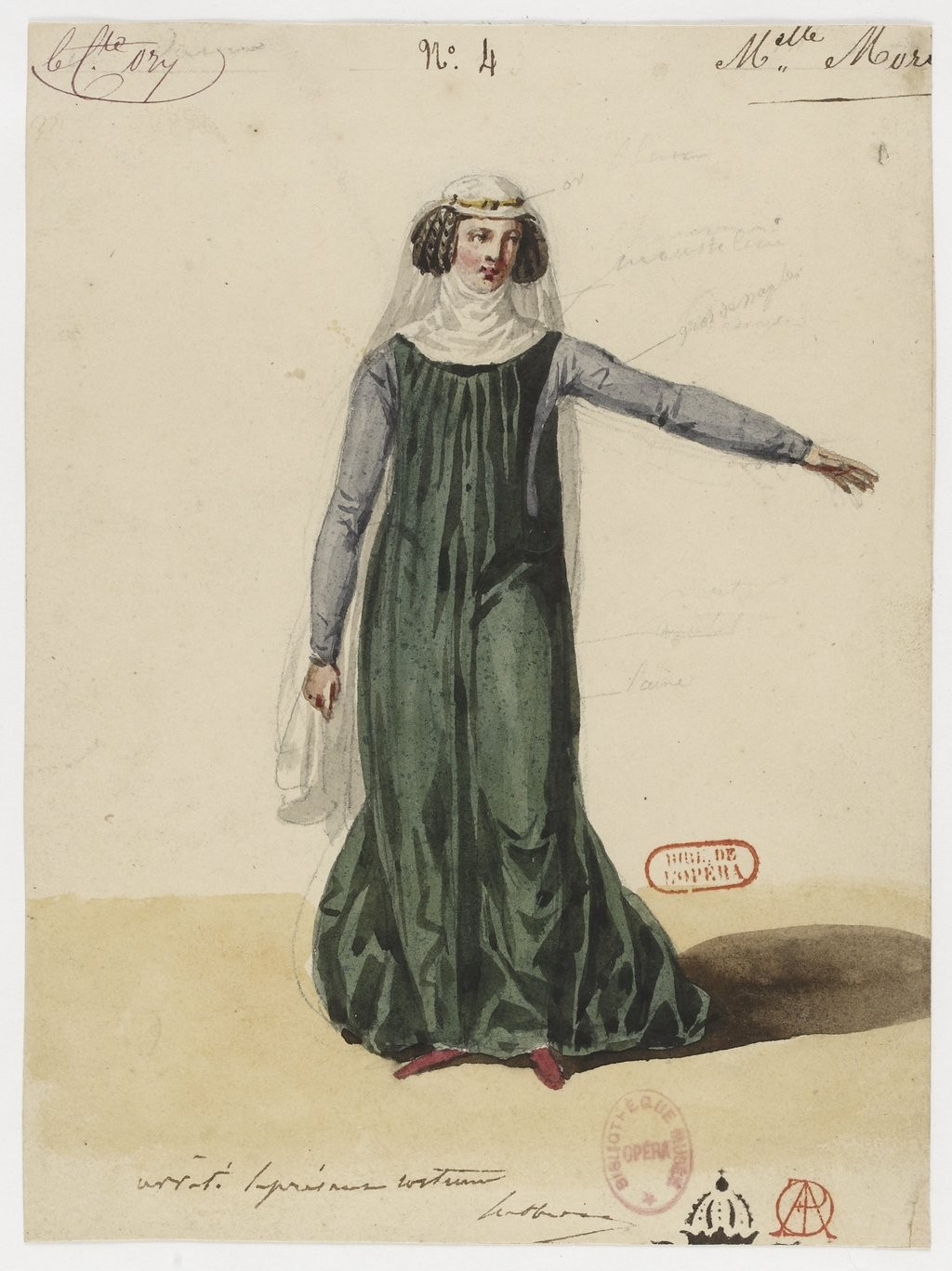
アデル（サンティ=ダモロー）
- ラゴンド（モーリ）
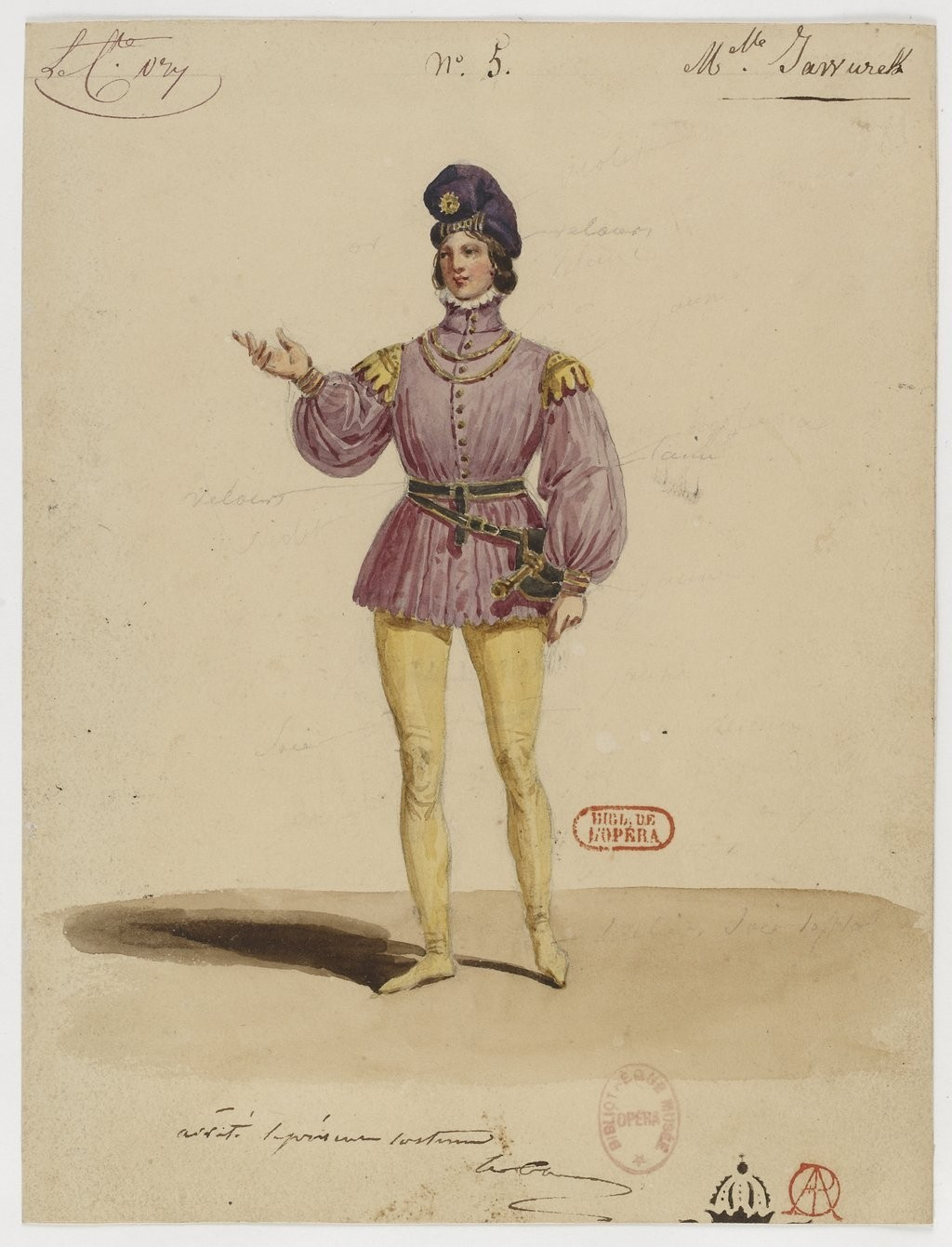
イゾリエ（ジャヴュレック）

## 主要曲
- 第1幕
  - アリア「絶えず気配り」（教育係）

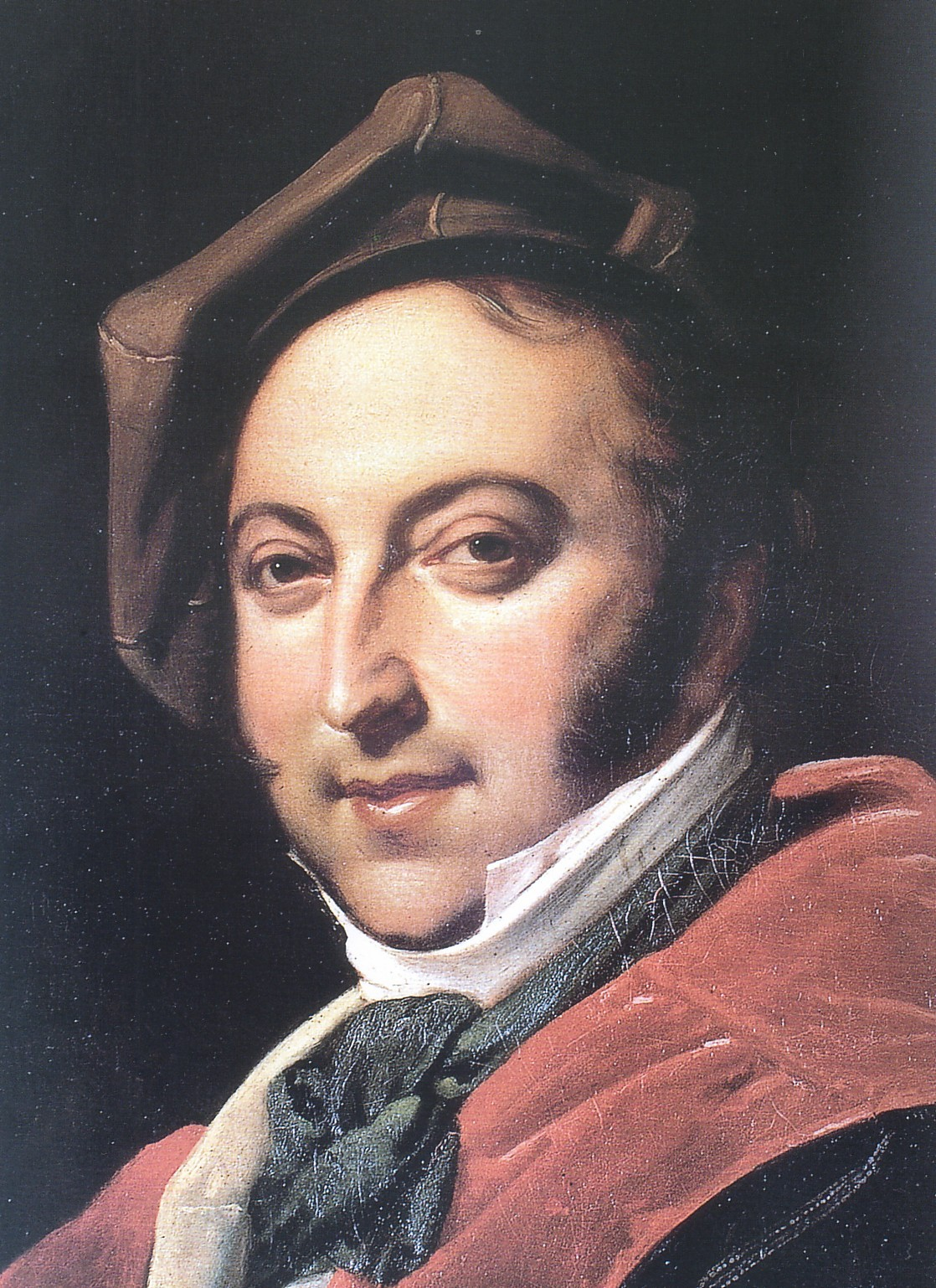
ロッシーニ

  - 二重唱「さる高貴な生まれの貴婦人が」（イゾリエ、オリー伯爵）
  - アリア「悲しみの餌食となり」（アデル伯爵夫人）
  - フィナーレ「まさかのこと…ああ、恐ろしいこと、悲痛の極みよ。」
- 第2幕
  - 嵐の場面「気高い女城主様、私どもの難儀をご覧ください」
  - 二重唱「ああなんという貴方様の高徳への」（オリー伯爵、アデル伯爵夫人）
  - アリア「この人里はなれた」（ランボー）
  - 三重唱「この暗い夜に乗じて」（オリー伯爵、イゾリエ、アデル伯爵夫人）
  - 終曲「栄光あれ、勝利した子らに。」

## 主な録音・録画
| 年   | 配役 オリー伯爵 伯爵夫人アデル イゾリエ ラゴンド夫人 教育係 ランボー アリス                                                                                                | 指揮者 管弦楽団 合唱団 | レーベル                                                            |
| ---- | --- | --- | ------------------------------------------------------------------- |
| 1956 | フアン・オンシーナ サーリ・バルバシュ コーラ・カンネ＝メイエル モニカ・シンクレア イアン・ウォレス ミシェル・ルー ジャネット・シンクレア                                   | ヴィットリオ・グイ グラインドボーン音楽祭管弦楽団 グラインドボーン音楽祭合唱団                                            | CD:EMI ASIN: B004NIYEW0                                             |
| 1988 | ジョン・エイラー スミ・ジョー ダイアナ・モンタギュー ラケル・ピエロッティ ジル・カシュマイユ ジーノ・キリコ マリーズ・キャステット                                         | ジョン・エリオット・ガーディナー リヨン国立歌劇場管弦楽団 リヨン国立歌劇場合唱団                                          | CD:Philips ASIN: B019GRITNM                                         |
| 1997 | マルク・ラオ アニック・マシス ダイアナ・モンタギュー ジェーン・シャウリス ジュリアン・ロビンズ リュドヴィク・テジエ ステッラ・ウッドマン                                   | アンドルー・デイヴィス ロンドン・フィルハーモニー管弦楽団 グラインドボーン合唱団 演出：ジェローム・サヴァリ               | DVD:NVC Arts ASIN: B0009WIDX0 1997年グラインドボーン音楽祭での上演  |
| 2003 | フアン・ディエゴ・フローレス ステファニア・ボンファデッリ マリー＝アンジュ・トドロヴィチ マリーナ・デ・リソ アラステア・マイルズ ブルーノ・プラティコ ロセッラ・ベヴァクア | ヘスス・ロペス＝コボス ボローニャ市立歌劇場管弦楽団 プラハ室内合唱団                                                      | CD:DG ASIN: B000295TXW                                              |
| 2009 | シー・イージェ マリア・ホセ・モレノ ラウラ・ポルヴェレッリ ナタリア・ガヴリラン ロレンツォ・レガッツォ ロベルト・デ・カンティア リンナット・モリアー                       | パオロ・カリニャーニ ボローニャ市立歌劇場管弦楽団 プラハ室内合唱団 演出：ルイス・パスカル                                 | DVD:NAXOS ASIN: B00HWQZE8I 2009年ペーザロ・ロッシーニ音楽祭での上演 |
| 2011 | フアン・ディエゴ・フローレス ディアナ・ダムラウ ジョイス・ディドナート スザンヌ・レスマーク ステファン・デグー ミケーレ・ペルトゥージ モニカ・ユヌス                       | マウリツィオ・ベニーニ メトロポリタン歌劇場管弦楽団 メトロポリタン歌劇場合唱団 演出：バートレット・シャー                 | DVD:ERATO ASIN: B013VTN1O8                                          |
| 2011 | ハヴィエル・カマレナ チェチーリア・バルトリ レベッカ・オルヴェラ リリアーナ・ニキテアヌ ウーゴ・グアリアルド オリヴァー・ヴィドマー テレサ・セドルマイアー                 | ムハイ・タン チューリッヒ歌劇場ラ・シンティッラ管弦楽団 チューリッヒ歌劇場合唱団 演出：モーシェ・レイザ＆パトリス・コリエ | DVD:Decca ASIN: B00ARF6XUY                                          |
| 2015 | レオナルド・フェルランド エリカ・ミクローサ ダニエラ・ピーニ イリーナ・ド・バギー ラルス・アルヴィドソン イーゴリ・バカン ダンカ・ミラチッチ                               | トビアス・リングボリ マルメ歌劇場管弦楽団 マルメ歌劇場合唱団 演出：リンダ・マリック                                       | DVD:NAXOS ASIN: B07DXSK54W                                          |
| 2017 | フィリップ・タルボ ジュリー・フックス ガエル・アルケス エヴ＝モード・ユボー パトリック・ボレール ジャン＝セバスチャン・ブ ジョディ・ドゥヴォス                             | ルイ・ラングレ シャンゼリゼ劇場管弦楽団 レ・エレメンツ（合唱） 演出：ドゥニ・ポダリデス                                   | DVD:C Major ASIN: B07NBCJHCY パリ・オペラ・コミック座での上演       |